# Contrarevoluționar

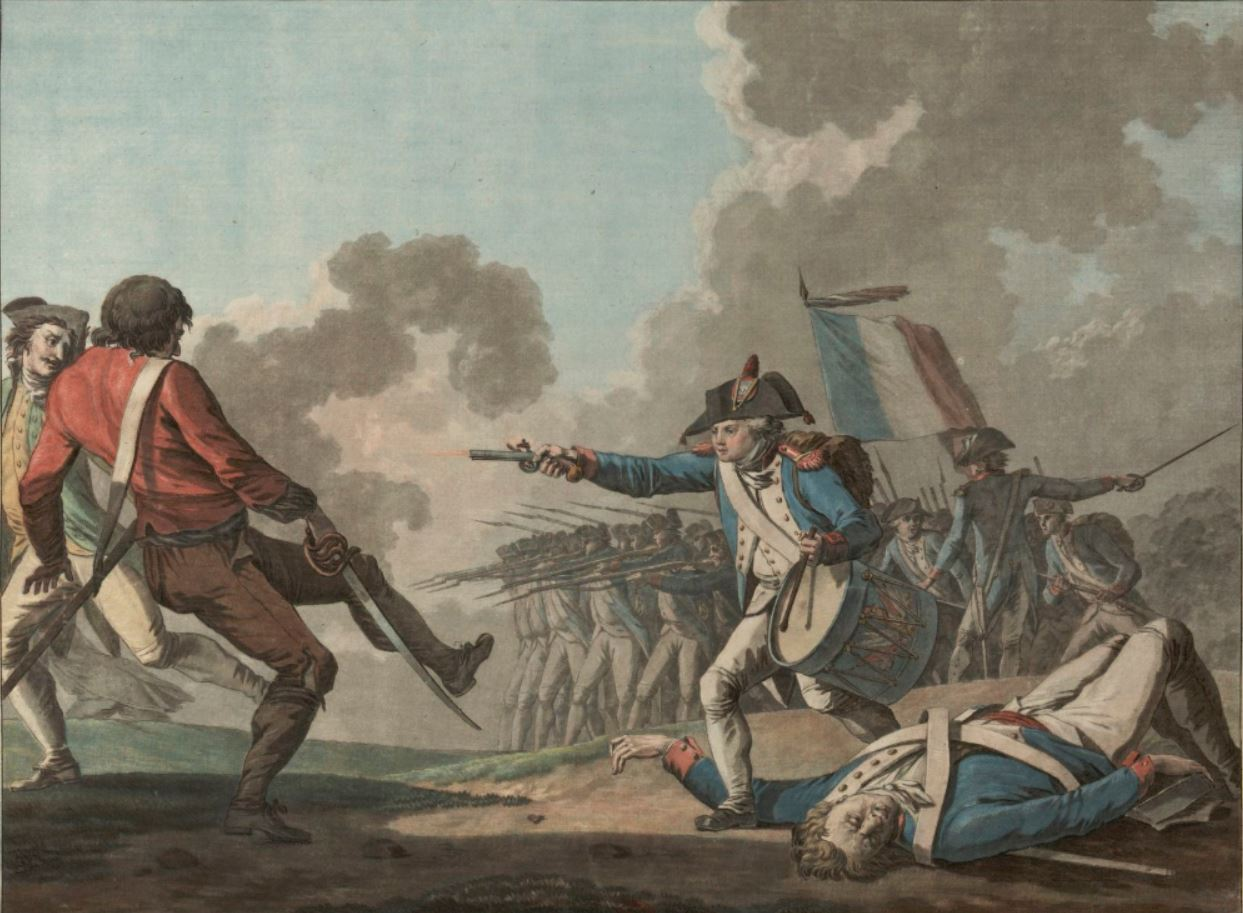
Contrarevoluționar

Un contrarevoluționar este o persoană care se opune unei revoluții, în special cel care acționează după victoria unei revoluții încercând să anuleze realizările acesteia în parte sau total sau să răstoarne noul regim politic înstaurat de revoluție. Pe scurt, contrarevoluționarul este un adept al contrarevoluției. Adjectivul „contrarevoluționar” definește mișcarea care încercă să restaureze starea politică de fapt sau principiile economice și politice care fuseseră valabile în perioada prerevoluționară.
Consecințele unei contrarevoluții pot fi negative sau pozitive, funcție de caracterul progresist sau dăunător al revoluției care se încearcă a fi răsturnată. Astfel, în timpul Revoluției Franceze, iacobinii au considerat că Rebeliunea din Vendée este o contrarevoluție cu un caracter negativ indiscutabil.

## Franța
Noțiunea „contrarevoluțioar” desemna la origini pe cei care se opuneau Revoluției Franceze din 1789, așa cum au fost Joseph de Maistre, Louis de Bonald sau, mai târziu, Charles Maurras, fondatorul mișcării monarhiste Action française. Termenul contrarevoluționar a fost folosit fără întrerupere după aceea pentru a caracteriza mișcările politice din Franța care refuzau să accepte legitimitatea revoluției din 1789 Revolution, cei pe care istoricul René Rémond în numea légitimistes. Astfel, sprijinitorii monarhiei franceze membri ai Ancien Régime (Vechiului Regim) care au supraviețuit Revoluției Franceze au fost considerați contrarevoluționari. Printre exemplele de contrarevoluții franceze se numără Războiul din Vendée și alianțele monarhiste care au înăbușit Revoluțiile de la 1848. Mișcarea ligitimiștii monarhiști francezi a supraviețuit până în zilele noastre, deși ocupă o poziție marginală pe scena politică franceză. Legitimiștii au fost mai activi în timpul „Revoluției naționale” regizată de Regimul de la Vichy. René Rémond a considerat că Regimul de la Vichy nu a fost unul fascist, ci unul contrarevoluționar. Prin mottoul său: Travail, Famille, Patrie („Muncă, Familie, Patrie”), Regimul de la Vichy dorea să înlocuiască idealurile republicane ilustrate de Liberté, Egalité, Fraternité („Liberate, Egalitate, Fraternitate”).
După victoria Revoluției Franceze, politica anticlericală a noului regim și executarea regelui Ludovic al XVI-lea a dus la izbucnirea războiului civil și contrarevoluției în Vendée. Această contrarevoluție a dus la apariției unui fenomen care este considerat de unii dintre istoricii primul genocid al epocii moderne. Monarhiștii și catolicii au declanșat războiul împotriva Republicii Franceze în 1793, după ce guvernul central a cerut ca din rândul locuitorilor din regiune să fie mobilizați în forțele armate republicane 300.000 de oameni. Locuitorii din Vendée s-au răsculat și împotriva încercării lui Napoleon Bonaparte de a-i mobiliza în anul 1815.

## Spania
Mișcarea carliștilor, care a supraviețuit până în zilele noastre începând cu izbucnirea Războaielor Carliste în 1833, este cel mai vechi grup contrarevoluționar din Spania. Carliștii susțin punctul de vedere legitimist al succesiunii regale și autonomia regională în cadrul monarhiei tradiționale și catolice.
Războiul Civil Spaniol poate fi considerat o contrarevoluție. Sprijnitorii carlismului, a monarhiei și naționalismului (Falangele Spaniole) și-au unit forțele în 1936 împotriva Republicii Spaniole. Falangiștii considerau Constituția spaniolă din 1931 un document revoluționar, care era împotriva culturii, tradițiilor și religiei spaniole.

## Rusia și Germania interbelice
Armata Albă și sprijinitorii ei, care au încercat să-i înfrângă pe bolșevici după Revoluția din Octombrie, la fel precum politicienii, polițiștii și soldații din Freikorps, care au zdrobit Revoluția germană din 1919, sunt de asemenea contrarevoluționari.

## Mexic
La sfârșitul deceniului al treilea al secolului al XX-lea, catolicii mexicani s-au ridicat la arme împotriva guvenului federal mexican în timpul Guerra Cristera. După alegerea ca președinte al Mexicului a lui Plutarco Elías Calles în 1924, aceasta a început să aplice o politică anti-catolică care a dus la apariția în 1926 a unei rezistențe pașnice. Înființarea de către autorități a unei biserici catolice naționale, independente de Roma, a dus la escaladarea conflictului. În vara anului 1926 a izbucnit războiul civil. Luptătorii catolici cunoscuți și cu numele de „cristeros” au declanșat lupta împotriva guvernului central pentru încetarea represiunilor împotriva bisericii, împotriva arestării și executării clericilor, împotriva formațiunilor înarmate ale bisericilor schismatice, a secularismului, socialismului, masoneriei șamd.

## Vezi și
- Revoluționar